# Aylwin Lewis

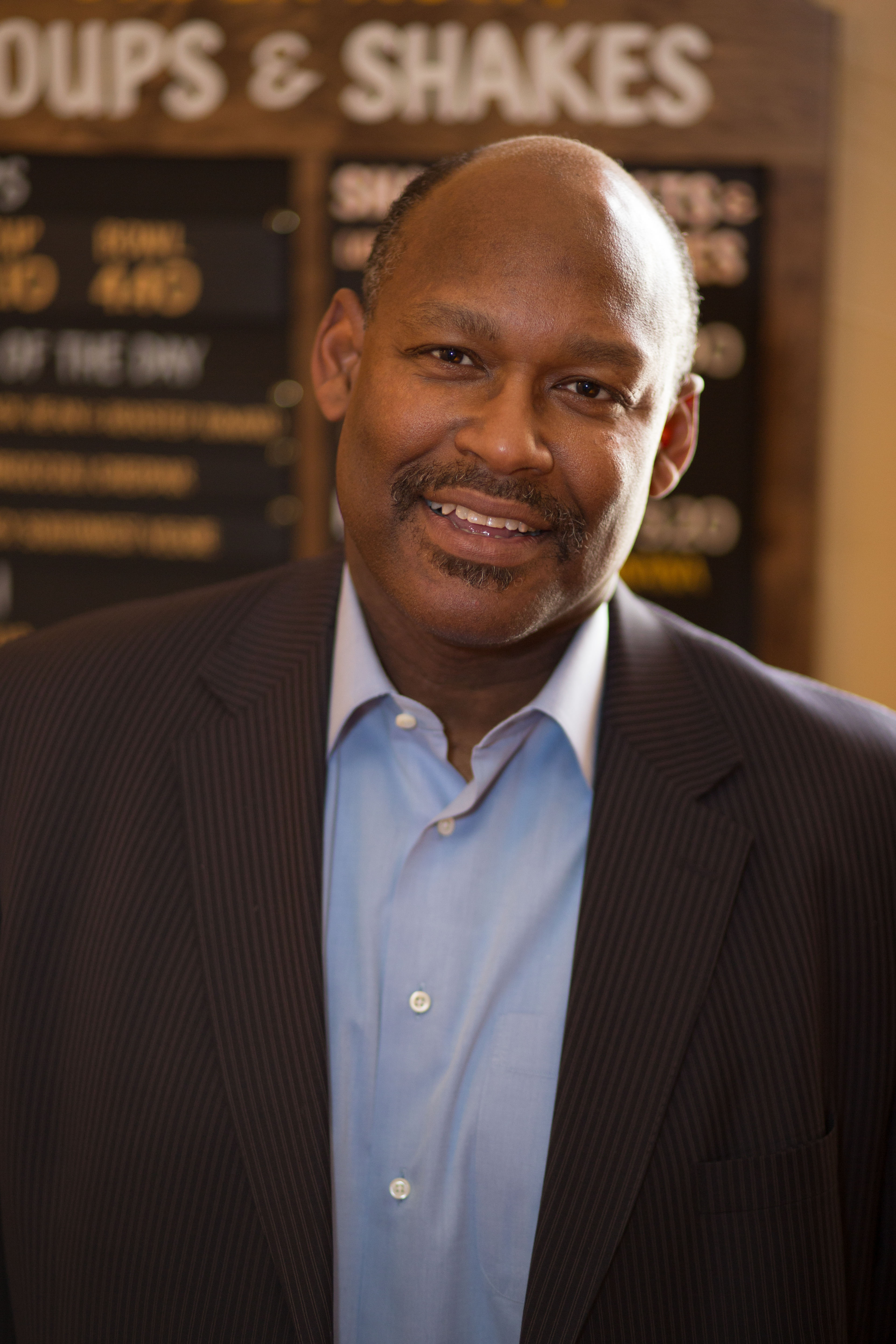

Aylwin B. Lewis (28 de maio de 1954) é um empresário afro-americano, ex-presidente da Potbelly Corporation, e membro do conselho de diretores da Marriott Internacional.